# Kalle Kriit

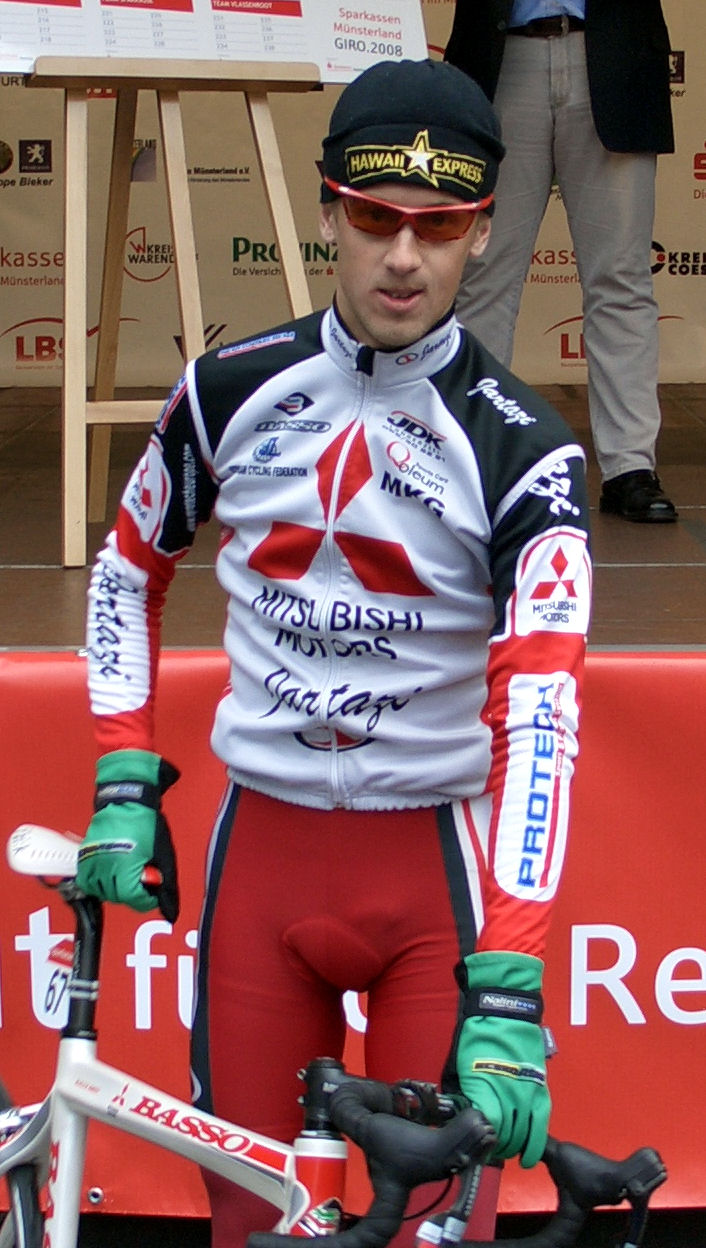
Kalle Kriit

Kalle Kriit (Elva, 13 noiembrie 1983) este un ciclist profesionist de șosea eston, membru al echipei franceze Cofidis. Porecla lui este Estonian Emperor (Împărat eston) .

## Titluri
- Câștigător al cursei de campionat eston de ciclism pe șosea în 2010

## Echipe
- Mitsubishi – Jartazi (2008)
- Cofidis (2010)